# David Bedford
David Vickerman Bedford (Hendon, 4 agosto 1937 – 1º ottobre 2011) è stato un polistrumentista, compositore e direttore d'orchestra britannico. Attivo fin dagli anni sessanta, fu un artista eclettico di avanguardia; compose e si esibì in diversi ambiti musicali, tra cui la musica contemporanea, la musica sperimentale, il rock, la musica classica, il music-hall e le musiche per bambini.

## Biografia

### Studi
Fratello del direttore d'orchestra Steuart Bedford, nonché nipote del compositore e pittore Herbert Bedford e della compositrice Liza Lehmann, David Bedford studiò musica alla Royal Academy of Music di Londra con Lennox Berkeley. Nel 1961 la Royal Academy gli assegnò una borsa di studio per frequentare i corsi di Luigi Nono a Venezia.

### Carriera nelle istituzioni e prime opere
Al ritorno a Londra iniziò a insegnare musica nelle scuole, oltre a comporre le sue prime opere. Dalla sua passione per i cori nacque nel 1963 il suo album orchestrale Two Poems for Chorus. Un'altra grande passione fu quella per l'astronomia, nel 1965 pubblicò l'album A Dream of the Seven Lost Stars e in seguito avrebbe spesso composto altre musiche su tale scienza. Dal 1969 al 1981, Bedford fu Composer in Residence al Queen's College di Londra. Abbandonò l'insegnamento della musica a scuola nel 1980. Nel 1996 fu nominato Composer in Association alla English Sinfonia. Nel 2001 fu invece nominato presidente della Performing Right Society, dopo esserne stato il vicepresidente.

### Musica contemporanea, classica, orchestrale e sperimentale
Forte delle esperienze maturate a Venezia, Bedford si inserì nell'avanguardistico movimento modernista britannico con composizioni apprezzate per l'originalità e la forte carica espressiva. Una di queste fu Music for Albion Moonlight, album del 1965 di musica da camera per soprano e settetto che fu pubblicato nel 1970, in cui chiese ai musicisti di interpretare la parola "sklitter" e ai vocalisti di cantare ma anche di parlare, sussurrare, urlare. Le sue originali composizioni di musica contemporanea di inizio carriera trovarono diffusione e il Festival musicale di Cheltenham riconobbe il suo talento commissionandogli nel 1967 l'opera strumentale Trona.
Nell'album del 1969 The Tentacles of the Dark Nebula, scritto per tenore e sestetto di archi, utilizzò nuove suggestive tecniche per gli archi. Nel suo album Song of the White Horse del 1971 per ottoni e un grande coro chiese ai cantanti di inalare elio per ottenere una tonalità molto più alta. Nel 1972 il DJ John Peel convinse Bedford a incidere l'album Nurses Songs With Elephants per la sua neonata etichetta di musica sperimentale Dandelion, lasciandolo libero di spaziare in qualsiasi genere desiderasse. La sperimentazione fu estrema in questo disco e le vendite ne risentirono. Lo stesso Bedford disse in seguito che non avrebbe rifatto un lavoro così avanguardistico da sfiorare il ridicolo. Il suo album da solista Star's End, pubblicato dalla Virgin nel 1974, fu invece il disco di musica classica più venduto in quell'anno.
Si dimostrò sempre aperto a nuove soluzioni musicali e all'utilizzo di qualsiasi tipo di strumentazione, anche di oggetti comuni: ebbe a dire che come percussioni le lattine di cibo per cani sono altrettanto buone delle maracas. Nel prosieguo della lunga carriera, Bedford collaborò con diverse tra le migliori orchestre, ensemble e solisti in ambito classico, orchestrale e di musica contemporanea.

### Collaborazioni nel rock
Il suo approccio al pop e al rock nacque dall'esigenza di uscire dal distaccato mondo intellettuale e avvicinarsi alla cultura popolare e di protesta, arricchendola con la propria esperienza. Tra le novità che introdusse vi fu un nuovo modo crepitante di suonare i fiati, suonare le corde con le unghie e imitare gli strumenti musicali con la voce. Si avvicinò per la prima volta al rock collaborando nel 1968 alla stesura dell'opera rock From Marie Antoinette to the Beatles. Il suo lavoro fu notato da Kevin Ayers - uscito dai Soft Machine e in procinto di iniziare una fortunata carriera solista - che lo ingaggiò per suonare le tastiere e fare l'arrangiamento del suo album di debutto Joy of a Toy. La sua cultura musicale e le sue doti di strumentista e compositore contribuirono a raffinare il talento di Ayers e il sodalizio sarebbe proseguito per altri due album.
Nel gruppo The Whole World di Ayers suonavano anche il chitarrista Mike Oldfield e il sassofonista Lol Coxhill. Bedford lasciò The Whole World per iniziare la collaborazione con Oldfield, mentre con Coxhill avrebbe in seguito dato vita a un duo che registrò e si esibì in canzoni di music-hall britannica. Altre importanti collaborazioni che scaturirono dal suo lavoro con Ayers furono quelle con Roy Harper, i Madness, Elvis Costello, Frankie Goes to Hollywood, Enya e Billy Bragg. Tra i suoi lavori da solista in ambito pop vi sono i concept album The Rime of the Ancient Mariner del 1975 e The Odyssey del 1976.

### Colonne sonore e musiche per la TV
Bedford eseguì l'orchestrazione per le musiche dei film Urla del silenzio, The Supergrass, Absolute Beginners, Tentazione di Venere e Orlando, fu coordinatore dei cori nella colonna sonora di Mission e scrisse le musiche per diverse puntate della serie televisiva L'ora del mistero. Contribuì in quattro edizioni di The Proms della BBC.

### Musiche per i bambini
Nell'ambito dell'istruzione pubblica, fu anche il primo compositore a iniziare un percorso creativo con gli studenti nelle scuole nel Regno Unito. In particolare scrisse brevi brani per bambini che si avvicinavano alla musica e 7 opere appositamente per le scuole. Uno dei suoi primi lavori al riguardo fu l'album del 1969 An Exciting New Game for Children of All Ages, in cui emerge la sua originalità e il suo senso dell'umorismo. Altre sue opere per bambini sono gli album Seascapes del 1986, con il contributo di un'orchestra sinfonica, e Stories from the Dreamtime del 1991, scritto per 40 bambini sordi e orchestra.

### Ultimo periodo
Dal 1996 fu composer in association per la English Sinfonia e dal 2001 presidente della Performing Right Society, dove ebbe grandi soddisfazioni nel tutelare i diritti d'autore dei musicisti britannici e in generale i pagamenti per le loro esibizioni. Per la sua sinfonia del 2002 sulle leggende che circondano il ponte sospeso di Clifton della sua città adottiva Bristol, oltre a normali strumenti musicali impiegò padelle, grattuge e lattine. Uno dei suoi ultimi album fu The Wreck of the Titanic, un'imponente opera per bambini scritta per il centenario del 2012 dell'affondamento del Titanic.
Morì il 1º ottobre 2011 per un tumore ai polmoni. Era divorziato dalle prime due mogli, con ciascuna delle quali aveva avuto due figlie, e si risposò nel 1994 con Allison Powell, che gli diede il primo figlio, altre due figlie e gli fu accanto fino alla morte.